# Sphaerarthrum
Sphaerarthrum es un género de coleóptero de la familia Cantharidae.

## Especies
Las especies de este género son:
- Sphaerarthrum alboterminatum
- Sphaerarthrum anggiense
- Sphaerarthrum angulatum
- Sphaerarthrum apoense
- Sphaerarthrum apollo
- Sphaerarthrum asaroense
- Sphaerarthrum bacchusianum
- Sphaerarthrum baguionum
- Sphaerarthrum banzense
- Sphaerarthrum basialbum
- Sphaerarthrum basitestaceum
- Sphaerarthrum basophysum
- Sphaerarthrum bilobatum
- Sphaerarthrum bougainvillense
- Sphaerarthrum boveyi
- Sphaerarthrum brandti
- Sphaerarthrum brassi
- Sphaerarthrum brittoni
- Sphaerarthrum budemuense
- Sphaerarthrum buloloense
- Sphaerarthrum busuense
- Sphaerarthrum capsuliforme
- Sphaerarthrum carbonitinctum
- Sphaerarthrum centrotestaceum
- Sphaerarthrum cheesmanae
- Sphaerarthrum chimbuense
- Sphaerarthrum cingulatum
- Sphaerarthrum circumcinctum
- Sphaerarthrum clemenceaui
- Sphaerarthrum constrictum
- Sphaerarthrum cornutum
- Sphaerarthrum costatipenne
- Sphaerarthrum damantiense
- Sphaerarthrum daruense
- Sphaerarthrum dauloense
- Sphaerarthrum debile
- Sphaerarthrum delicatulum
- Sphaerarthrum difforme
- Sphaerarthrum divisum
- Sphaerarthrum divulgatum
- Sphaerarthrum dorsoincisum
- Sphaerarthrum dovetaense
- Sphaerarthrum edieense
- Sphaerarthrum efateense
- Sphaerarthrum eliptaminense
- Sphaerarthrum elongatum
- Sphaerarthrum enarotadiense
- Sphaerarthrum feraminense
- Sphaerarthrum fergussonense
- Sphaerarthrum filicorne
- Sphaerarthrum fissum
- Sphaerarthrum fordi
- Sphaerarthrum fossulatum
- Sphaerarthrum garainaense
- Sphaerarthrum gaulimense
- Sphaerarthrum gazelleense
- Sphaerarthrum geelvinkense
- Sphaerarthrum gerdae
- Sphaerarthrum gisiluveense
- Sphaerarthrum globuliforme
- Sphaerarthrum goilalaense
- Sphaerarthrum grandiceps
- Sphaerarthrum greensladei
- Sphaerarthrum guabaense
- Sphaerarthrum hagenense
- Sphaerarthrum halmaheraense
- Sphaerarthrum hastatomimicum
- Sphaerarthrum hastatum
- Sphaerarthrum hercules
- Sphaerarthrum huonense
- Sphaerarthrum ilocosense
- Sphaerarthrum incisum
- Sphaerarthrum incrassatum
- Sphaerarthrum ingeae
- Sphaerarthrum josephi
- Sphaerarthrum jumboraense
- Sphaerarthrum kamoense
- Sphaerarthrum karimuiense
- Sphaerarthrum karubakaense
- Sphaerarthrum kassamense
- Sphaerarthrum kebarense
- Sphaerarthrum kietaense
- Sphaerarthrum kiungaense
- Sphaerarthrum koropense
- Sphaerarthrum latericrassum
- Sphaerarthrum leyteum
- Sphaerarthrum lingulatum
- Sphaerarthrum linsleyi
- Sphaerarthrum loloipaense
- Sphaerarthrum longeincisum
- Sphaerarthrum longipilum
- Sphaerarthrum lunatum
- Sphaerarthrum maai
- Sphaerarthrum magicum
- Sphaerarthrum magniceps
- Sphaerarthrum malaitaense
- Sphaerarthrum mariae
- Sphaerarthrum mars
- Sphaerarthrum mayoense
- Sphaerarthrum mercurius
- Sphaerarthrum metallicum
- Sphaerarthrum misimaense
- Sphaerarthrum misolicomimum
- Sphaerarthrum missimense
- Sphaerarthrum moluccanum
- Sphaerarthrum moresbyense
- Sphaerarthrum morobeense
- Sphaerarthrum mossmanni
- Sphaerarthrum mulikense
- Sphaerarthrum nakanaiense
- Sphaerarthrum neosedlaceki
- Sphaerarthrum nggelaense
- Sphaerarthrum nigrithorax
- Sphaerarthrum nitidipenn
- Sphaerarthrum normanbyense
- Sphaerarthrum obrieni
- Sphaerarthrum ochraceum
- Sphaerarthrum oedemeroides
- Sphaerarthrum okapaense
- Sphaerarthrum olivaceomicans
- Sphaerarthrum olsobipense
- Sphaerarthrum opacipenne
- Sphaerarthrum oriomoense
- Sphaerarthrum ornaticolle
- Sphaerarthrum pallidoviride
- Sphaerarthrum paradoxum
- Sphaerarthrum parahastatum
- Sphaerarthrum partitum
- Sphaerarthrum paumomuense
- Sphaerarthrum perfectum
- Sphaerarthrum pictum
- Sphaerarthrum pioraense
- Sphaerarthrum planatum
- Sphaerarthrum planiforme
- Sphaerarthrum plumosum
- Sphaerarthrum popamanasiuense
- Sphaerarthrum postnotata
- Sphaerarthrum profundefissum
- Sphaerarthrum prolongatum
- Sphaerarthrum prominicolle
- Sphaerarthrum propinquum
- Sphaerarthrum pseudocapsuliforme
- Sphaerarthrum pseudocoloricorne
- Sphaerarthrum pseudomagniceps
- Sphaerarthrum pseudomissimense
- Sphaerarthrum pseudoplumosum
- Sphaerarthrum pseudosalomonis
- Sphaerarthrum pseudowugirogaense
- Sphaerarthrum pubescens
- Sphaerarthrum pusillum
- Sphaerarthrum rectangulatum
- Sphaerarthrum reductum
- Sphaerarthrum rizalense
- Sphaerarthrum robusticorne
- Sphaerarthrum rosselense
- Sphaerarthrum rostratum
- Sphaerarthrum rotundatum
- Sphaerarthrum rotundoproductum
- Sphaerarthrum sagittatum
- Sphaerarthrum saidorense
- Sphaerarthrum sancristovalense
- Sphaerarthrum santoense
- Sphaerarthrum schawalleri
- Sphaerarthrum sedlaceki
- Sphaerarthrum semitestaceicornis
- Sphaerarthrum sinewitense
- Sphaerarthrum spangleri
- Sphaerarthrum sparsepubens
- Sphaerarthrum spinosum
- Sphaerarthrum splendidulum
- Sphaerarthrum stupendum
- Sphaerarthrum sukapisuense
- Sphaerarthrum tabulatum
- Sphaerarthrum tenuecostatum
- Sphaerarthrum tenuemarginatum
- Sphaerarthrum toboense
- Sphaerarthrum tororoense
- Sphaerarthrum transversum
- Sphaerarthrum tricornutum
- Sphaerarthrum uloense
- Sphaerarthrum unicorne
- Sphaerarthrum variiventris
- Sphaerarthrum vellaense
- Sphaerarthrum ventrale
- Sphaerarthrum violaceipenne
- Sphaerarthrum viridimetallicum
- Sphaerarthrum viridimicans
- Sphaerarthrum wanumaense
- Sphaerarthrum warangoiense
- Sphaerarthrum wasianum
- Sphaerarthrum wauense
- Sphaerarthrum wegneri
- Sphaerarthrum wewakense
- Sphaerarthrum wugirogaense
- Sphaerarthrum ysabelense